# Крум Зарков
Крум Зарков е български юрист и политик, народен представител в 44-тото, 45-ото, 46-ото и 47-ото народно събрание, министър на правосъдието в служебното правителство на Гълъб Донев.

## Биография
Крум Костадинов Зарков е роден на 21 ноември 1982 г. в София, Народна република България. Завършва 9-а френска езикова гимназия „Алфонс дьо Ламартин“ и специалност „Международно право и право на международните организации“ в Университет Париж-I „Пантеон-Сорбона“. Негова майка е журналистката Анна Заркова, а негов дядо е генерал Леонид Кацамунски – началникът на Главното следствено управление от 1990 до 1992 г. и зам.-директор на Народната милиция от 1981 до 1990 г.
Между 2007 г. и 2010 г. е част от Центъра за изследване и науки в областта на международното публично право на Университет Париж-I „Пантеон – Сорбона“. От 2010 г. е инспектор – юрист в Комисията за установяване на имущество, придобито от престъпна дейност.
Главен експертен сътрудник към „Комисия по вътрешна сигурност и обществен ред“ в 41-вото и 42-рото народно събрание.

### Народен представител
На предсрочните парламентарни избори през 2017 г. е избран от листата на БСП за България за народен представител в 44-тото народно събрание от 19 МИР Русе. Заместник-председател на парламентарната група. Член (2017 – 2019 г.), впоследствие заместник-председател (2019 – 2021 г.) на „Комисия по правни въпроси“. Член на „Комисия по взаимодействието с неправителствените организации и жалбите на гражданите“. Основен представител в Делегация в Парламентарната асамблея на Съвета на Европа. Ръководител на Делегация в Парламентарната асамблея по франкофония.
На парламентарните избори през април 2021 г. е избран от листата на БСП за България за народен представител в 45-ото народно събрание от 19 МИР Русе. Заместник-председател на парламентарната група и член на „Комисия по правни въпроси“.
На предсрочните парламентарни избори през юли 2021 г. е избран за народен представител от листата на БСП за България за народен представител в 46-ото народно събрание от 19 МИР Русе. Заместник-председател на „Комисия по конституционни и правни въпроси “ и член на „Комисия за прякото участие на гражданите и взаимодействието с гражданското общество“. Заместник-ръководител на Делегация в Парламентарната асамблея на Съвета на Европа.
На предсрочните парламентарни избори през ноември 2021 г. е избран за народен представител от листата на БСП за България в 47-ото народно събрание от 19 МИР Русе. Член на „Комисия по конституционни и правни въпроси “ и на „Комисия по вътрешна сигурност и обществен ред член“.

### Министър на правосъдието
На 1 август 2022 г. е обявено, че президентът Румен Радев е подписал укази за разпускане на 2 август 2022 г. на 47-ото народно събрание и за назначаване на служебно правителство от 2 август. Крум Зарков е определен за служебен министър на правосъдието.